# 甲山事件

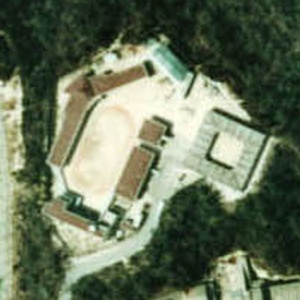
甲山学園周辺の約150メートル四方を写した航空写真。1975年4月4日撮影。

甲山事件（かぶとやまじけん）とは、1974年に兵庫県西宮市の知的障害者施設・甲山学園で園児2人の死亡事故が発生したことに端を発する一連の事件。事件に関して起訴された者の全員の無罪が確定した。

## 事件の経過

### 発生
1974年3月17日、園生の女児（12歳）が行方不明となる。また同月19日、園生の男児（12歳）も行方不明となる。同日中に学園の浄化槽から2人の溺死体が発見された。検視の結果、被害者女児は3月17日に死亡、被害者男児は3月19日の食事後2、3時間後に死亡したことが判明した。胃内に残されたミカンの残渣が死亡時刻の特定に繋がった。
当初は浄化槽周辺が園児たちの遊び場となっていたため園児による事故ととる説もあったが、遺体が発見された時には浄化槽は17kgのマンホールの蓋で閉じられていたことから、警察は園児の力でマンホールの蓋の開け閉めができないと判断し、また同じ現場で短い時間の間に二人の死体が続いて放置されていた不自然さから大人による殺人事件として捜査した。また甲山学園は外部から隔離され、外部進入の形跡がなかったことから、内部犯として捜査が絞られ、最終的にアリバイのない者は保育士の山田悦子に絞られた。

### 初逮捕から裁判まで
4月7日、同施設保母の山田が殺人容疑で逮捕された。しかし、神戸地方検察庁は証拠不十分で不起訴とし、釈放。山田は不当な人権侵害であるとして国家賠償請求訴訟を起こす。
不起訴に対して、被害者男児の遺族が検察審査会に不服を申し立てる。検察審査会が「不起訴不当」の議決を出したため、警察による再捜査が始まった。その後、神戸地検が行った再捜査時に園児から「女性が園児を連れ出すのを見た」という証言が得られたとして、1978年に山田は再逮捕、同年殺人罪で起訴された。
また、国家賠償請求の裁判で保育士のアリバイを証言した当時の園長・荒木潔と山田の同僚も、園児の証言に矛盾するアリバイ証言は偽証として、偽証罪で起訴された。山田を含めた3人は公判開始前に保釈されている。山田は、取調べで「やってないならアリバイを証明しろ、証明しないならお前が犯人だ、証明できたら釈放してやる」等と言われた、と主張した。
1980年、園児の女児が「自分を含めた5人で浄化槽の近くで遊んでいた際に、マンホールの蓋を少し開け、それから横の方に動かして全部開けた。私が、被害者女児の手を引っ張ったら浄化槽に落ちた後、マンホールを閉めた。その時に被告人はその場にいなかった」と、マンホールを園児が複数で動かすことによって開け閉めができたことと、一人目の被害者が殺人事件ではなく事故であったことを供述。

## 刑事裁判

### 山田の裁判
1985年10月17日、神戸地方裁判所（角谷三千夫裁判長）は「園児は、その証言する日時、場所で男児を目撃していないのに関わらず、何らかの事情で事実に反する証言をしている疑いが濃厚であり、山田自身に関する園児証人らの証言もまた、これを信用するのは到底困難である」として山田に無罪（求刑：懲役13年）の判決を言い渡した。
神戸地裁は、園児証言について「供述内容が園児の記憶に残ったとすれば、なぜもっと早い時期にそれが出ていなかったかが問題だ。その上、証言内容は学園内の生活の場で見られるものばかりで、本件当日の出来事と認識されているかどうか疑問である」と指摘。また、山田の自白については「山田の当初の自白は、あまりにも断片的、概括的で到底信用できない」と信用性を否定した。神戸地検は「一審の証拠調べは不十分で、判決は承服できない」として控訴した。
1990年3月23日、大阪高等裁判所（西村清治裁判長）は「園児に対する口止め等の罪証隠滅の工作の有無や、アリバイ及びアリバイ工作の有無について証拠調べをしなかった原判決は、証拠の評価を誤った上に事実を誤認したものであって、破棄を免れない」として一審・神戸地裁の無罪判決を破棄し、神戸地裁へ差し戻した。山田側はこれを不服として上告。
1992年4月8日、最高裁判所第三小法廷（佐藤庄市郎裁判長）は「自白の任意性を疑うだけの証拠は認められない」と判断して山田側の上告を棄却する決定を出したため、神戸地裁で再び審理されることが決まった。
1993年2月19日、神戸地裁（吉田昭裁判長）で差し戻し審初公判が開かれ、罪状認否で山田は「私は無実です。犯人ではありません」と述べて無実を主張した。同日の公判で弁護団は「確かな証拠もなく起訴を強行した検察官と一審の無罪判決を安易に破棄、差し戻した控訴審に責任がある」と述べて捜査機関や裁判の進行について批判した。
1993年11月9日、検察側と弁護側の証拠請求が出揃ったため、弁護団は犯行時間にアリバイがあることを中心に立証をする方針を固めた。
1997年7月1日、差し戻し審の論告求刑公判が開かれ、検察側は「保護すべき園児を殺害した極めて悪質な事案で、社会に与えた影響も大きい。反省もせず犯行を否認している」として山田に懲役13年を求刑した。
1997年11月4日、差し戻し審の最終弁論が開かれ、弁護側は「この事件は無罪だ」とした上で「山田が犯人だと妄信し、客観的、直接的、物的証拠がないまま再逮捕、起訴に踏み切ったことが、裁判の長期化を招いた」として神戸地検の捜査を批判した。翌日も最終弁論が開かれ、山田は「23年間を雪冤に注がねばならなかった不条理を思い、怒りと慟哭が私を襲う。法の正義の力で私を犯人とする虚構を解体してくれることを願う。失われた人生は取り戻せないが、残りの人生は無罪判決なくして歩めない」と訴えて結審した。
1998年3月24日、神戸地裁（吉田昭裁判長）で差し戻し審判決公判が開かれ、園児の証言と山田の自白について「被告が男児を連れ出したとする園児の証言や、被告の自白はいずれも信用できない」と認定した上で「検察側の主張には疑問が多いうえ、アリバイの有無は、直接犯罪の証明にはつながらない」として再び山田に無罪判決を言い渡した。この判決に対し、神戸地検は最高検察庁、大阪高等検察庁と協議した結果、差し戻し審判決は重大な事実誤認があると結論付けて再び控訴した。
1999年1月22日、大阪高裁（河上元康裁判長）で第二次控訴審初公判が開かれ、検察側は「園児証言や自白の信用性を否定するなど重大な事実誤認をしている上、証拠調べを尽くしていないなど訴訟手続きに法令違反がある」と主張した。一方、弁護側は、検察側が証拠申請した園児の証言を録音した録音テープや鑑定書について、申請した証拠の記述から19ヶ所も引用していることから「刑事訴訟法の規定により、控訴趣意書に記載することは許されない」と主張した。
1999年3月31日、検察側と弁護側が最終弁論を陳述して第二次控訴審が結審した。
1999年9月29日、大阪高裁（河上元康裁判長）は「園児の目撃証言や山田被告の自白は信用性が低い」として山田に対する無罪判決を支持し、検察側の控訴を棄却した。その後、大阪高検は10月8日に最高裁への上訴権を放棄したため、事件発生から25年が経過してようやく山田の無罪が確定した。事件当時22歳だった山田は、この年には48歳になっていた。

### 荒木と山田の同僚の裁判
1987年11月17日、神戸地裁（角谷三千夫裁判長）は「山田のアリバイに関する荒木、同僚の証言が客観的事実に反するという検察側証人の供述は信用できず、2人が記憶に反して証言したと認めるに足りる証拠はない」として荒木と同僚に無罪（求刑：懲役1年）の判決を言い渡した。
1992年10月16日、大阪高裁（池田良兼裁判長）で控訴審初公判が開かれ、検察側は「意図的に虚偽の証言をしたのは明らか」として一審判決の破棄を求め、弁護側は「2人の証言は真実」と述べて控訴棄却を求めた。
1993年1月22日、大阪高裁（池田良兼裁判長、逢坂芳雄裁判長代読）は「一審判決は証拠調べが不十分で、事実を誤認している」として審理を神戸地裁に差し戻した。この判決に対して弁護側は「不当な判決で到底承服できないが、法律上、上告理由が憲法や判例違反などに制限されていることもあり、差し戻し審での無罪立証に全力を注ぐ」として上告を断念したため、神戸地裁で再び審理されることが決まった。
1993年12月3日、神戸地裁（吉田昭裁判長）で差し戻し審初公判が開かれ、罪状認否で荒木は「自己の記憶に基づいて証言した」、同僚は「私は無実です」と述べていずれも無実を主張した。
1996年10月8日、荒木に対する被告人質問が行われ、荒木は「山田は全く無実だと信じている。私は山田と一緒におり、山田を殺人罪で起訴するために検察側は私のアリバイを潰そうとした」と述べて捜査機関に対する批判と山田のアリバイを主張した。
1997年1月30日、同僚に対する検察側の被告人質問が行われ、同日の公判で実質的な審理が終了した。この公判が終了した後、山田が弁護団を解任したため、荒木と山田、同僚と分離公判となった。
1997年7月1日、荒木に対する差し戻し審の論告求刑公判が開かれ、検察側は荒木に懲役1年を求刑した。
1997年8月19日、分離公判となって初めての公判が開かれ、検察側と弁護側が申請した証拠の採否の検討が行われた。
1997年10月7日、同僚に対する差し戻し審の論告求刑公判が開かれ、検察側は同僚に懲役1年を求刑した。
1997年11月4日、荒木に対する差し戻し審の最終弁論が開かれ、弁護側は改めて無罪を主張、翌日の最終弁論で荒木は「市民が安心して証言できる、法秩序を確立した名裁判と賞賛される判決を期待する」と述べた。
1997年12月25日、同僚に対する差し戻し審の最終弁論が開かれ、弁護側は「偽証の意思はなく、事実を証言した」と述べて、改めて無罪を主張、差し戻し審の審理が全て終了した。
1998年3月24日、神戸地裁（吉田昭裁判長）で荒木に対する差し戻し審判決公判が開かれ、再び荒木に無罪判決を言い渡した。
1998年3月30日、神戸地裁（吉田昭裁判長）で同僚に対する差し戻し審判決公判が開かれ、裁判長は「自分の記憶に反して嘘の証言をしたとは認められない」として再び同僚に無罪判決を言い渡した。これらの判決に対し、神戸地検は判決を不服として控訴した。
1999年10月22日、大阪高裁（河上元康裁判長）は荒木に対する無罪判決を支持、検察側の控訴を棄却した。
1999年10月29日、大阪高裁（河上元康裁判長）は同僚に対する無罪判決を支持、検察側の控訴を棄却した。これらの判決に対して大阪高検は「判例違反など明確な上告理由が見いだし難い」として11月4日に最高裁への上訴権を放棄したため、荒木と同僚に対する無罪判決が確定した。

## 事件の総括
事件発生時から25年、裁判開始からも20年以上が経過するという、再審を含まない刑事裁判としては稀に見る長期裁判となった。また、5回の裁判を通じて一度も有罪の判決は下されていない、1999年の第二次控訴審では弁護団が総勢239人にまで膨れ上がるなど、様々な意味で異例ずくめの事件だった。
この事件の真相は二人目の被害者の死亡経緯など未だに不明な点もあるが、事件の性格としては証人となりうる者が園児、また知的障害者であったために正確な証言を聞き出すのが難しかったことがあげられる。また捜査当局が「マンホールの蓋を園児が開けることができない」「二人の園児が同じ場所で続いて死亡し、蓋が閉じられていることが不自然」と判断したことが、最終的に山田の殺人罪起訴に繋がった。
発達心理学の専門家として裁判に関わった浜田寿美男は『証言台の子どもたち　甲山事件 園児供述の構造』の中で、法廷に立った当時の園児たちの証言を精査し、それが虚偽であることと、その虚偽性は知的障害の有無とは独立して証明できることを書いている。『記憶の闇』を書いた松下竜一は、「判決がどのようなものになろうと、私は被告の側に立つ」という主旨を作品中で書いており、被告の無罪を確信する立場で同作品を執筆している。冤罪を生み出す当時の捜査の在り方、検察側の態度が厳しく問われる事件であったと言える。
歴史社会学者の田中ひかるは、「警察は、『生理中の女性は気が昂ぶっていて、発作的な犯行に及ぶかも知れない』という考えから、関係者の女性全員の月経日を調べ、たまたま事件の日に月経が始まったSさんへの嫌疑を深めた」と述べ、女性は月経時に嘘をつきやすく犯罪を犯しやすいという偏見（19世紀イタリアの精神科医チェーザレ・ロンブローゾが主張し、日本にも広まっていた）の冤罪への影響を指摘している。

## 事件後
現在、甲山学園は閉鎖されているが、跡地は病院として機能している。
2011年、偽証罪に問われた当時の園長・荒木潔が死去。
被害者女児と被害者男児の両親は、「管理責任が欠けていたために子供を死亡させた」として社会福祉法人甲山福祉センターを相手取り、精神的苦痛を理由に合計3367万円の損害賠償を請求した。この裁判では原告が勝訴し、甲山福祉センターは被害者両親に合計1133万円を支払うことになった。裁判中に甲山福祉センター側が「知的障害者死亡によって、両親は苦労を免れたため、精神的苦痛を理由とする損害賠償は筋違い」と主張したため、知的障害者を育成する立場にある者が知的障害者の生存を軽視した差別発言として問題視された。
清水一行はこの事件をモデルにした小説『捜査一課長』で山田がモデルの保育士を犯人視するストーリーを書いていたが、名誉毀損で訴えられ敗訴した。

## 文献
- 上野勝、山田悦子（共編著）『甲山事件　えん罪のつくられ方』現代人文社、2008年6月、ISBN 4877983783
- 木部克己『甲山報道に見る犯人視という凶器』あさを社、1993年10月
- 清水一行『捜査一課長』祥伝社、1979年5月、集英社文庫版: 1983年1月、ISBN 4087506460
- 丹治初彦、幸田律（共著）、市民評論編 『ドキュメント　甲山事件』市民評論社、1978年5月
- 浜田寿美男『証言台の子どもたち　甲山事件 園児供述の構造』日本評論社、1986年3月、ISBN 4535575940
- 松下竜一『記憶の闇　甲山事件〈1974→1984〉』河出書房新社、1985年4月、ISBN 430900394X、『記憶の闇』（松下竜一 その仕事〈20〉）、2000年6月、ISBN 4309620701
- 山本登志哉編著『生み出された物語　目撃証言・記憶の変容・冤罪に心理学はどこまで迫れるか』北大路書房、2003年5月、ISBN 476282318X